# Hans von Arnim
Hans von Arnim (Gerswalde, 14 settembre 1859 – Vienna, 26 maggio 1931) è stato un filologo classico e grecista tedesco, specializzato in studi su Platone e Aristotele, ricordato soprattutto per l'edizione dei frammenti degli stoici antichi.

## Biografia
Hans von Arnim studiò filologia classica all'Università di Greifswald dove fu allievo di Ulrich von Wilamowitz-Moellendorf. Dal 1881 al 1888 fu professore di scuola a Elberfeld e Bonn, poi ottenne l'abilitazione all'insegnamento universitario nel 1888 presso l'Università di Halle. Nel 1893 divenne professore a tempo pieno a Rostock, nel 1900 fu nominato preside della facoltà di filologia greca all'Università di Vienna, succedendo a Theodor Gomperz. Nel 1914 si trasferì alla neonata Università di Francoforte e nel 1921 tornò all'Università di Vienna.

## Opere
- Stoicorum Veterum Fragmenta, 4 volumi, Leipzig 1903–05, 1924 – Frammenti degli Stoici antichi (volume IV - indici, a cura di Maximilian Adler, 1924). https://sites.google.com/unito.it/newvonarnim-apathes/home-page
- Stoici antichi. Tutti i frammenti. Secondo la raccolta di Hans von Arnim. A cura di Roberto Radice. Testo greco a fronte. Milano, Bompiani, 2002.
- Sprachliche Forschungen zur Chronologie der Platonischen Dialoge, 1912 – Ricerca linguistica sulla cronologia dei Dialoghi platonici.
- Platos Jugenddialoge und die Entstehungszeit des Phaidros, 1914 – I Dialoghi giovanili di Platone le origini del Fedro.
- Xenophons Memorabilien und Apologie des Sokrates, 1923 – Memorabilia e Apologia di Senofonte.
- Die drei aristotelischen Ethiken, 1924 – Le tre Etiche aristoteliche.
- Zur Entstehungsgeschichte der aristotelischen Politik, 1924 – Sulle origini della Politica di Aristotele.
- Die Entstehung der Gotteslehre des Aristoteles, 1931 – La formazione della dottrina di Dio in Aristotele.[2]
- Zwölf Tragödien des Euripides, 2 volumi, 1931 – Edizione di 12 tragedie di Euripide.[3]